# Haagsche VV
Haagsche Voetbal Vereeniging (Haagský fotbalový klub), zkráceně Haagsche VV či HVV, je nizozemský fotbalový klub sídlící v Haagu. Je součástí Koninklijke Haagsche Cricket en Voetbal Vereeniging (Královský haagský kriketový a fotbalový klub), zkráceně Kon. HC&VV, který provozuje i kriket, squash, tenis a judo.
Tým se před 1. světovou válkou stal 10× mistrem Nizozemska.
Barvami jsou žlutá a černá.

## Historie
Fotbalový klub byl založen v roce 1883. Do té doby byl jen Haagsche Cricket Club (HCC, nejúspěšnější kriketový klub v zemi) založený roku 1878. Roku 1978, při příležitosti 100. výročí, královna Juliana udělala z klubu klub královský, takže od té doby má v názvu Koninklijke (královský): Koninklijke Haagsche Cricket en Voetbal Vereeniging.
Tým hraje od roku 1898 na stadionu De Diepput s kapacitou 1200 míst.
Před 1. světovou válkou se tým stal 10× mistrem Nizozemska. 2 hráči týmu získali bronz na OH 1912. Potom byl tým v rámci Haagu zastíněn týmy HBS a ADO. Naposledy hrál 1. ligu v roce 1932.

## Úspěchy
- Liga: 10

1890–91, 1895–96, 1899/00, 1900/01, 1901–02, 1902–03, 1904–05, 1906–07, 1909–10, 1913–14
- KNVB Cup: 1

1902–03